# أدولفو ليندنبرغ
أدولفو ليندنبرغ (مواليد ساو باولو، 1924) مهندس مدني ومعماري وكاتب وناشط سياسي برازيلي. ابن عم وتلميذ بلينيو كورييا دي أوليفيرا، مؤسس التقليد والأسرة والملكية، وهو رئيس معهد بلينيو كورييا دي أوليفيرا منذ إنشائه في عام 2006.

## الهندسة المعمارية
تخرج في الهندسة المدنية والهندسة المعمارية في جامعة ماكنزي المشيخية في عام 1949. بدأ مشروعه الخاص شركة أدولفو ليندنبرغ للإنشاءات في عام 1952، والتي أصبحت في وقت قصير واحدة من أكثر الشركات في البرازيل. يرتبط اسم الشركة بإعادة إدخال الطراز الاستعماري في العمارة البرازيلية المعاصرة. ترك أسلوبه علامة في العديد من المباني في ساو باولو. منذ الخمسينيات من القرن الماضي أنشأ العديد من المباني على الطراز الاستعماري، لأنه كان يعتقد أنها أكثر ملاءمة للمناخ والثقافة البرازيلية من أسلوب باوهاوس. من الستينيات إلى الثمانينيات قام بتصميم العديد من المباني على الطراز الكلاسيكي الحديث أو البحر الأبيض المتوسط، وحقق نجاحًا كبيرًا في سوق العقارات، لدرجة أن حوالي 60٪ من المباني الفاخرة في ساو باولو منذ ذلك الوقت تتبع هذا النمط. سمي أسلوبه الكلاسيكي الجديد «بأسلوب ليندنبيرغ».

## النشاط السياسي
كان ليندنبرغ عضوًا قديمًا في التقليد والأسرة والملكية، كونه متعاونًا مع جريدتهم أو ليجوناريو، ولاحقًا عمل محررًا في الصحيفة، وهي حاليًا مجلة كاتوليشسمو. بعد الانقسام والنزاع القانوني الذي أعقب وفاة بلينيو كورييا دي أوليفيرا في عام 1995 كان عضوًا في جمعية مؤسسي تي إف بي. بعد هزيمتهم القضائية في عام 2004 ذهبوا لإنشاء معهد بلينيو كورييا دي أوليفيرا في عام 2006، والذي كان رئيسًا له منذ ذلك الحين. يتماهى مع التقليدي الكاثوليكي ويرتبط بالحركة اليمينية المتطرفة في البرازيل.